# Німченко Василь Іванович
Василь Іванович Німченко (нар. 13 вересня 1950, с. Загородище, Чорнобаївський район, Полтавська (з 1954 року - Черкаська) область, Українська РСР, СРСР) — народний депутат України VIII скликання. Член фракції «Опозиційний блок», суддя Конституційного Суду України у відставці. Перший заступник голови Комітету ВРУ з питань правової політики.

## Життєпис
Народився 13 вересня 1950 року селі Загородище Чорнобаївського району Черкаської області.
У 1976 році закінчив Юридичний університет ім. Ярослава Мудрого за спеціальністю «правознавство». Кандидат юридичних наук.
На осінніх парламентських виборах 2014 року обраний народним депутатом України по загальнодержавному багатомандатному виборчому округу. Був № 25 у виборчому списку партії «Опозиційний блок». Після складання присяги вступив в депутатську фракцію «Опозиційний блок».

## Парламентська діяльність
Був одним з 59 депутатів, що підписали подання, на підставі якого Конституційний суд України скасував статтю Кримінального кодексу України про незаконне збагачення, що зобов'язувала держслужбовців давати пояснення про джерела їх доходів і доходів членів їх сімей. Кримінальну відповідальність за незаконне збагачення в Україні запровадили у 2015 році. Це було однією з вимог ЄС на виконання Плану дій з візової лібералізації, а також одним із зобов'язань України перед МВФ, закріпленим меморандумом.
18 січня 2018 року був одним з 36 депутатів, що голосували проти Закону про визнання українського суверенітету над окупованими територіями Донецької та Луганської областей.

## Скандали
Пропонував карати тюремним строком депутатів за неособисте голосування у Верховній раді, але проєкт було відхилено. 12 листопада 2019 року Німченко був впійманий на кнопкодавстві.
2022 року помічник Німченка Олександр Замирайло, керівник фракції ОПЗЖ у Черкаській міськраді, під час повномасштабного вторгнення Росії до України планував стати гауляйтером Черкаської області у разу окупації регіону Росією. Він намагався втекти з України, але був атриманий СБУ напередодні виїзду до США зі своєю спільницею, їм було оголошено підозру у державній зраді.
22 липня 2025 року голосував за закон України 12414 який був ухвалений з порушенням Регламенту Верховної Ради України та підпорядкував НАБУ та САП Генеральному прокурору і викликав масові протести.